# Charlotte Maggi
Charlotte Maggi (Perth, Australia Occidental; ¿2004?) es una actriz australiana. Conocida por su papel en la serie australiana, MaveriX (2022) y en las películas de Netflix, Rebel Moon - Parte 1 (2023) y Parte 2 (2024) donde interpreta el personaje de Sam.

## Biografía
Maggi nació en West Leederville, un suburbio situado a tres kilómetros al noroeste del distrito comercial central de Perth, la capital de Australia Occidental, donde asistió al Iona Presentation College.
Su debut en televisión fue en la serie australiana de motocross para jóvenes adultos, MaveriX (2022). Ese año también apareció en un episodio de la serie de televisión australiana, Summer Love.
En 2023, fue seleccionada para interpretar el personaje de Sam en la película de Zack Snyder, Rebel Moon - Parte 1: La niña del fuego (2023), y su continuación, Rebel Moon - Parte 2: La guerrera que deja marca (2024). Su personaje ha sido descrito como una «granjera amable y trabajadora... que da una calurosa bienvenida a cualquier forastero que llegue a su aldea». En 2023, fue elegida para ser parte del elenco de la película de suspenso psicológico The Surfer junto a Nicolas Cage.

## Filmografía
| Año  | Título                                           | Papel     | Notas                         | Ref.  |
| ---- | ------------------------------------------------ | --------- | ----------------------------- | ----- |
| 2022 | MaveriX                                          | Angelique | Papel principal; 10 episodios | [ 3 ] |
| 2022 | Summer Love                                      | Frankie   | Episodio; «Trevor & Frankie»  | [ 4 ] |
| 2023 | Rebel Moon - Parte 1: La niña del fuego          | Sam       | Telefilme (Netflix)           | [ 5 ] |
| 2024 | Rebel Moon - Parte 2: La guerrera que deja marca | Sam       | Telefilme (Netflix)           | [ 9 ] |
| 2024 | The Surfer                                       | Jenny     |                               | [ 8 ] |
| —    | The Run                                          | Aliah     | Posproducción                 |       |